# ساحة سعد الله الجابري
ساحة سعد الله الجابري هي الساحة الرئيسية في قلب مدينة حلب السورية، تقع إلى جوار الحديقة العامة في المدينة، تعتبر هذه الساحة هي الساحة الأكثر أهمية في المدينة، حيث يُقام في الساحة معظم الاحتفالات والمهرجانات التي تشهدها حلب كمهرجان القطن.

## لمحة عامة
تبلغ مساحة الساحة 17000 متر مربع. وتُحاط الساحة المجاورة للحديقة العامة في حلب بشارعين إلى الشرق وإلى الغرب منها، الشرقيُّ منهما هو شارع «مجد الدين الجابري» أما الغربيّ فهو شارع «كامل الغزي». أخذت الساحة تسميتها من الزعيم الوطني والسياسي السوري ورئيس الوزراء السابق «سعد الله الجابري». كما تحتوي الساحة في القسم الشمالي منها على تمثال الشهداء وهو نصب تذكاري يرمز لشهداء سورية من عمل النحات السوري عبد الرحمن موقت وهو من مواليد مدينة حلب، حيث نُفذ هذا النصب (1984-1985) بمادة الحجر الحلبي الأصفر. بالإضافة إلى أن الساحة تغطي أجزاء من «نهر قويق» بالإضافة إلى المباني والشوارع المحيطة بالساحة.

في فبراير من العام 2010 أعلن مجلس مدينة حلب عن نيته لإطلاق عملية إعادة تأهيل للساحة، بغية حل مشكلة الاختناقات المرورية التي يعاني منها وسط المدينة.

## تفجير أكتوبر 2012

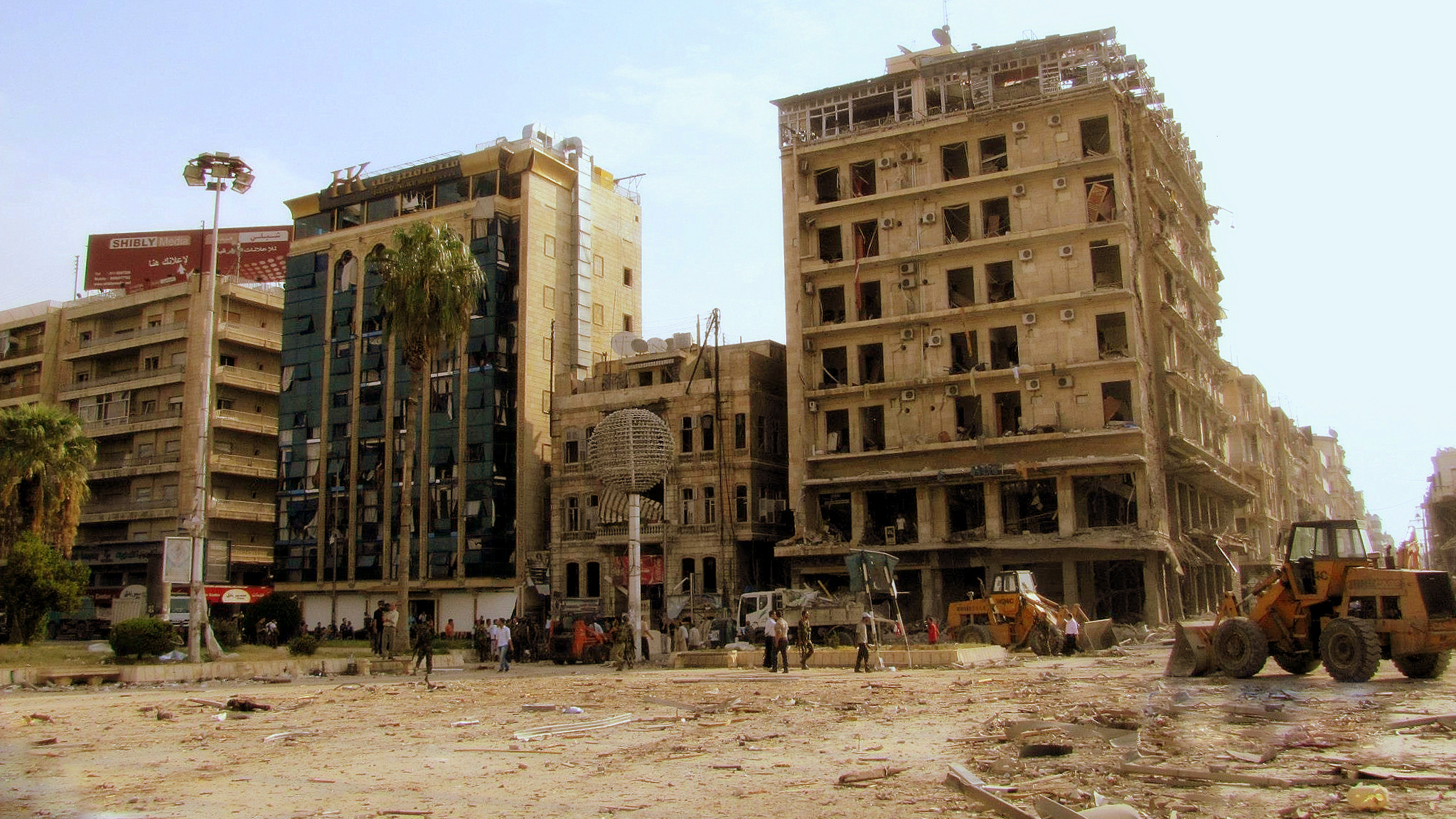
ساحة سعد الله الجابري بعد تفجير أكتوبر

في 3 أكتوبر من العام 2012 انفجرت ثلاث سيارات مفخخة يقودها انتحاريون في الركن الشرقي من الساحة مما أسفر عن مقتل 40 شخصاً على الأقل، بينما كان قد أُُصيب أكثر من 122 بإصابات بالغة. وظهر فيما بعد المتحدث باسم «المجلس الثوري» في المدينة الناشط الاعلامي والسياسي «أبو فراس الحلبي» ليعلن قيام الجيش الحر باستهداف تجمع لقوات النظام. الانفجارات استهدفت نادي الضباط والمباني القريبة من الفندق السياحي و «مقهى جحا» التاريخي. لحقت أضرار كبيرة بالفندق بينما دُمّر المقهى بالكامل كما تدمّر مبنى صغير في نادي الضباط.

## معرض الصور

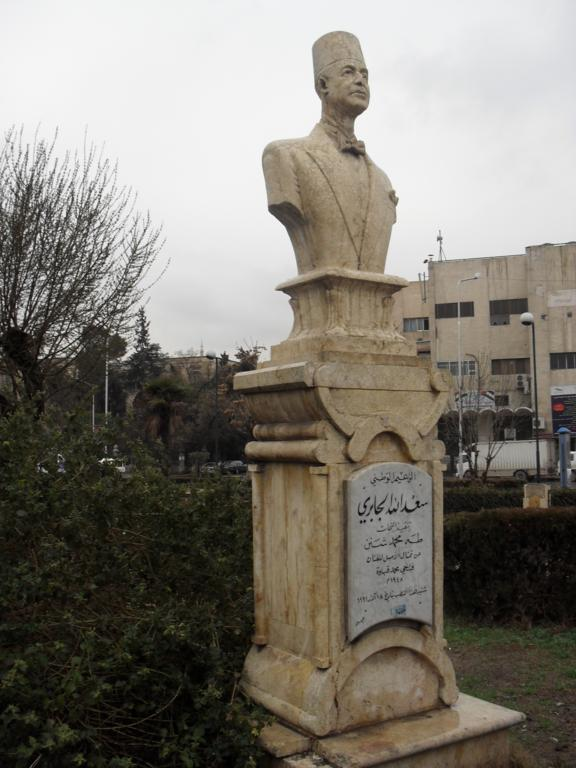
تمثال سعد الله الجابري في الساحة
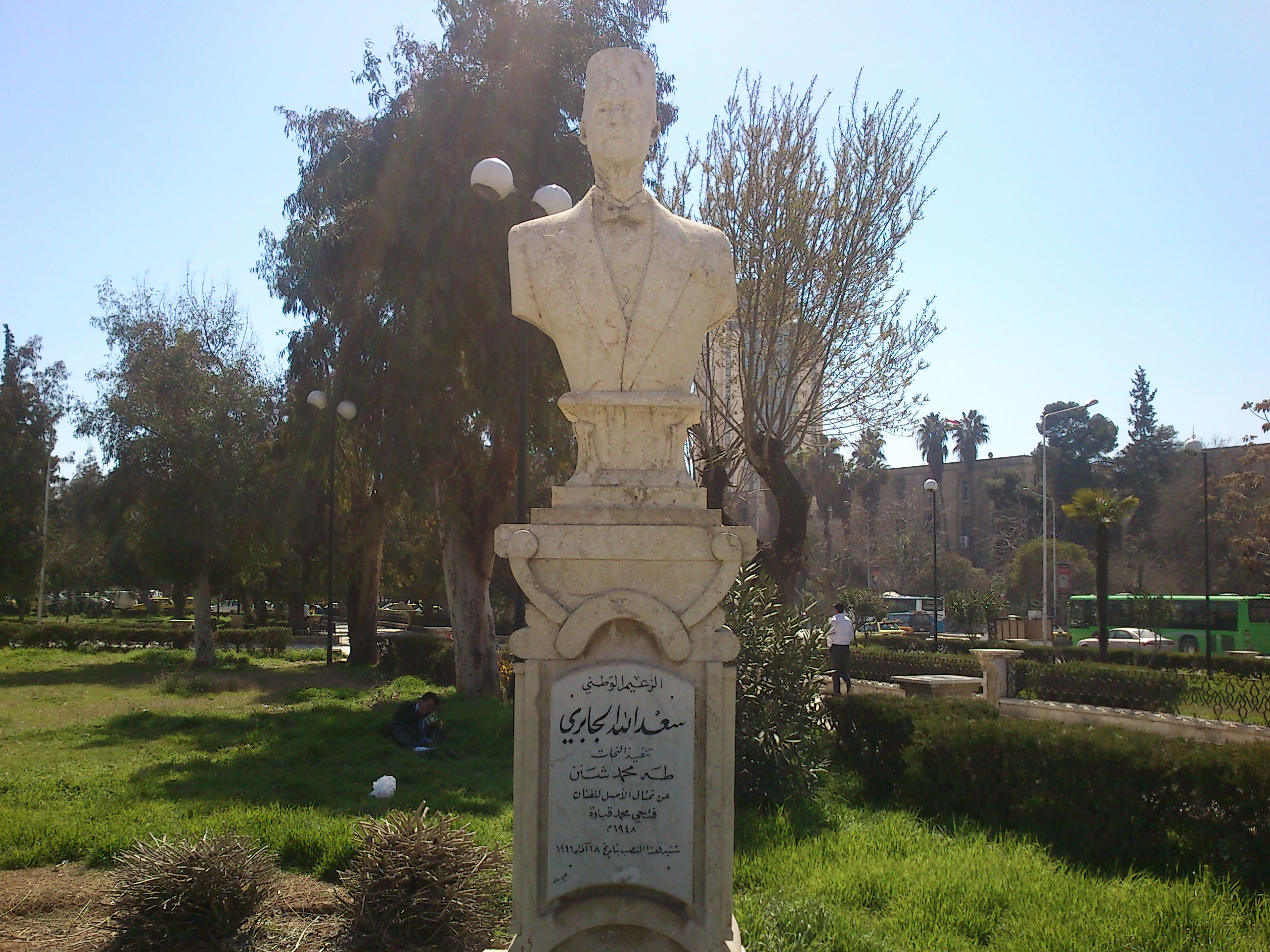
صورة أمامية لتمثال سعد الله الجابري
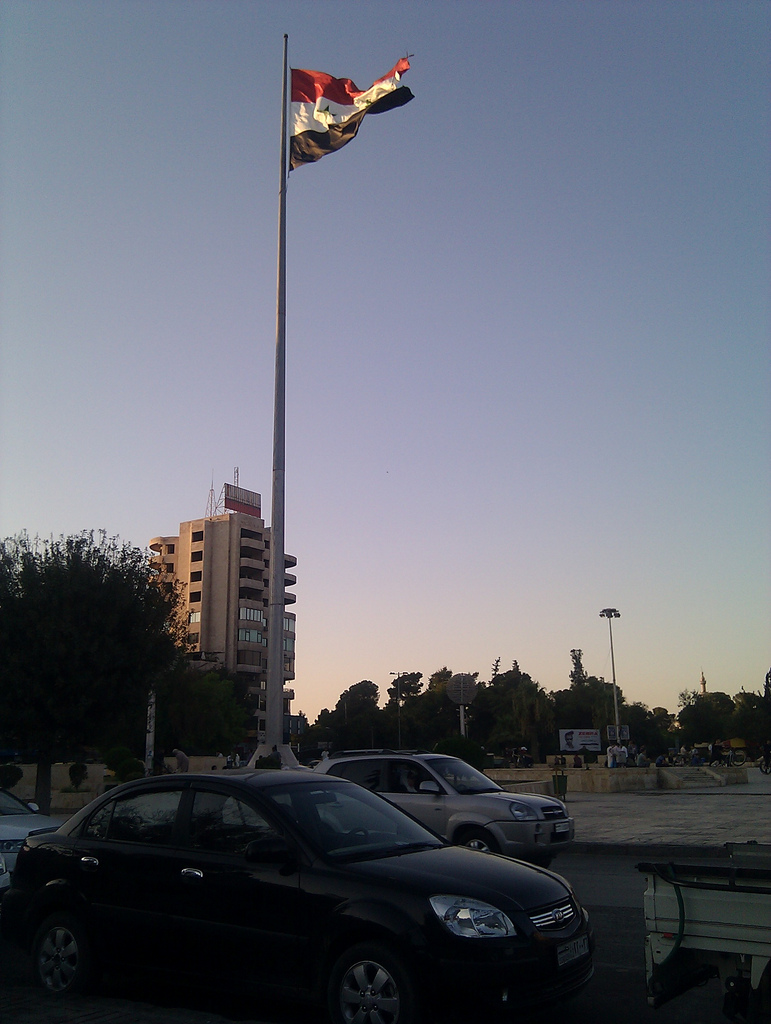
سارية العلم في ساحة سعد الله الجابري
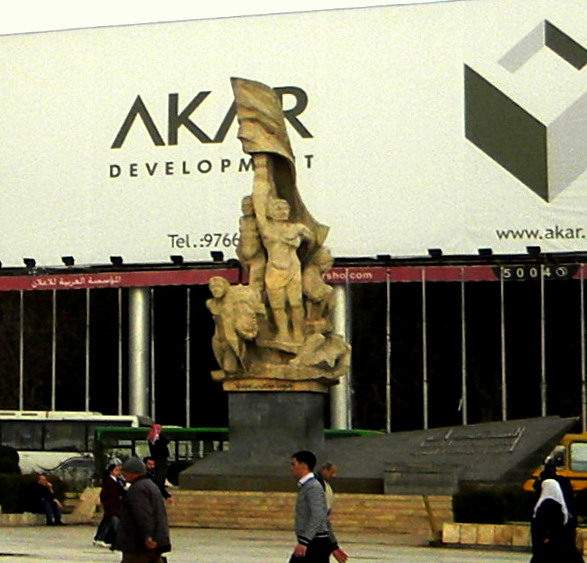
نصب الشهداء الموجود في ساحة سعد الله الجابري